# 魁北克小修院

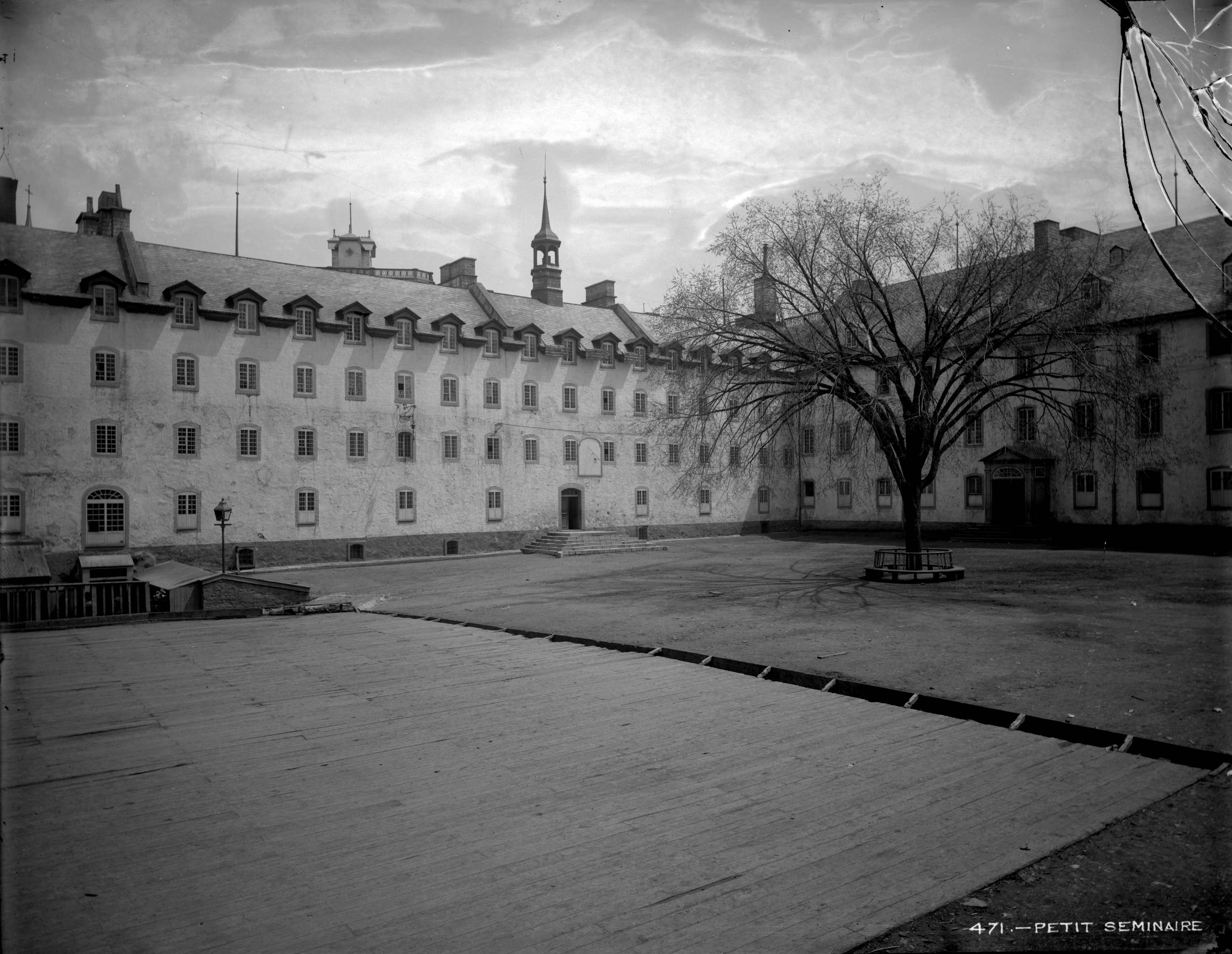
Petit Séminaire, c.1900.

魁北克小修院（Le Petit Séminaire de Québec）是加拿大魁北克省魁北克市的一所私立法语罗马天主教中学，位于魁北克老城，最初是魁北克神学院的一部分。1985年，神学院将中学部分改为一个世俗的非营利机构，但仍拥有使用魁北克小修院名称的权利。
18世纪和19世纪的许多加拿大法裔神职人员，以及无数的学者，在高等教育普及之前，都曾就读于小修院。直到1970年，院长兼任拉瓦尔大学的校长（最初是它的一个分支）。
具有类似名称的独立组织，魁北克教区小修院（Petit séminaire diocésain de Québec），是培养罗马天主教教士的男子寄宿学校，由魁北克神学院管理。
根据历史学家阿梅戈塞尔林蒙席的研究，在法国时期，有867名学生就读于小修院，有198人毕业。其中118人成为神父或修士，80人选择其他职业。